# Piet Verdonk (beeldhouwer)
Petrus Adrianus (Piet) Verdonk ('s-Hertogenbosch, 20 oktober 1901 – aldaar, 3 februari 1968) was een Nederlandse beeldhouwer.

## Leven en werk
Verdonk was een zoon van gevangenbewaarder Antonius Ambrosius Verdonk (1872-1945) en Johanna Maria Schreuder (1869-1950). Hij trouwde met Johanna Wilhelmina Krekel (1902-1994), uit dit huwelijk werden zes kinderen geboren.
Verdonk kreeg de eerste tekenlessen van zijn oom Piet Verdonk, die edelsmid was. Hij bezocht de Koninklijke School voor Nuttige en Beeldende Kunsten in zijn geboorteplaats en behaalde tijdens zijn opleiding diverse prijzen. Hij ging vervolgens aan het werk in het atelier van Michiel van Bokhoven en Henri Jonkers aan het St. Janskerkhof. Het atelier was gespecialiseerd in het maken van beeldhouwkunst, met name religieuze werken voor in en rond kerkgebouwen, waaronder altaren, kruiswegstaties en Heilig Hartbeelden. Verdonk werkte in deze periode mogelijk mee aan onder andere het Heilig Hartbeeld in Den Dungen (1922) en een calvariegroep voor de Sint-Janskathedraal (1933)
In 1934 kwam er een einde aan de vennootschap van Jonkers en Van Bokhoven. Verdonk begon daarop een eigen atelier aan de Brede Haven onder de naam Atelier St. Jozef. Hoewel hij zich ook aanbood als beeldhouwer van profane beelden, bleef hij vooral actief in religieus werk. Hij kreeg bekendheid bij een breder publiek toen hij in 1936 een prijsvraag won voor een monument ter herinnering aan Henri Belletable. Het atelier moest worden verbouwd om ruimte te kunnen geven aan het bijna drie meter hoge beeld. In 1938 werd het beeld door bisschop Guillaume Lemmens in Venlo onthuld. Door het Belletable-monument kreeg hij verscheidene opdrachten, onder meer voor een beeld van Antonius van Padua voor de Heilige-Familiekerk en een Willibrordusbeeld voor de Martinuskerk in Venlo. Hij kreeg zijn opdrachten niet alleen van kerken en kloosters, maar ook van bedrijven en particulieren. Verdonk legde een groot deel van zijn werk op foto's vast. Uit een inventarisatie na zijn overlijden bleek dat hij ten minste 850 objecten heeft vervaardigd, waaronder altaren, heiligenbeelden, wegkruisen en graftekens.
Verdonk overleed in 1968 aan de gevolgen van een hartinfarct, op 66-jarige leeftijd. Hij werd begraven op begraafplaats Groenendaal. Een deel van zijn nalatenschap, waaronder gipsontwerpen en tekeningen, werd ondergebracht bij het Museum voor Religieuze Kunst.

## Werken (selectie)
- Jozefmonument (1936), Dongen
- Gevelstenen (1936/1937) voor Van Lanschot aan de Hoge Steenweg in Den Bosch
- Standbeeld Henri Belletable (1938) in Venlo
- Altaar en beelden van Joachim en Anna voor de Sint-Dominicuskerk (Leeuwarden) (1938)
- Wegkruis (1939), Best
- Beeld van Willibrordus (1941), Martinuskerk in Venlo
- Grafmonument van Bram Lafeber en Frans Moussault (1945), begraafplaats Orthen
- Heilig Hartbeeld (Venhorst) (1947)
- Wegkruis (1947), Lithoijen
- Heilig Hartbeeld (Orthen) (ca. 1949)
- Wegkruis (1951), Helvoirt

### Galerie

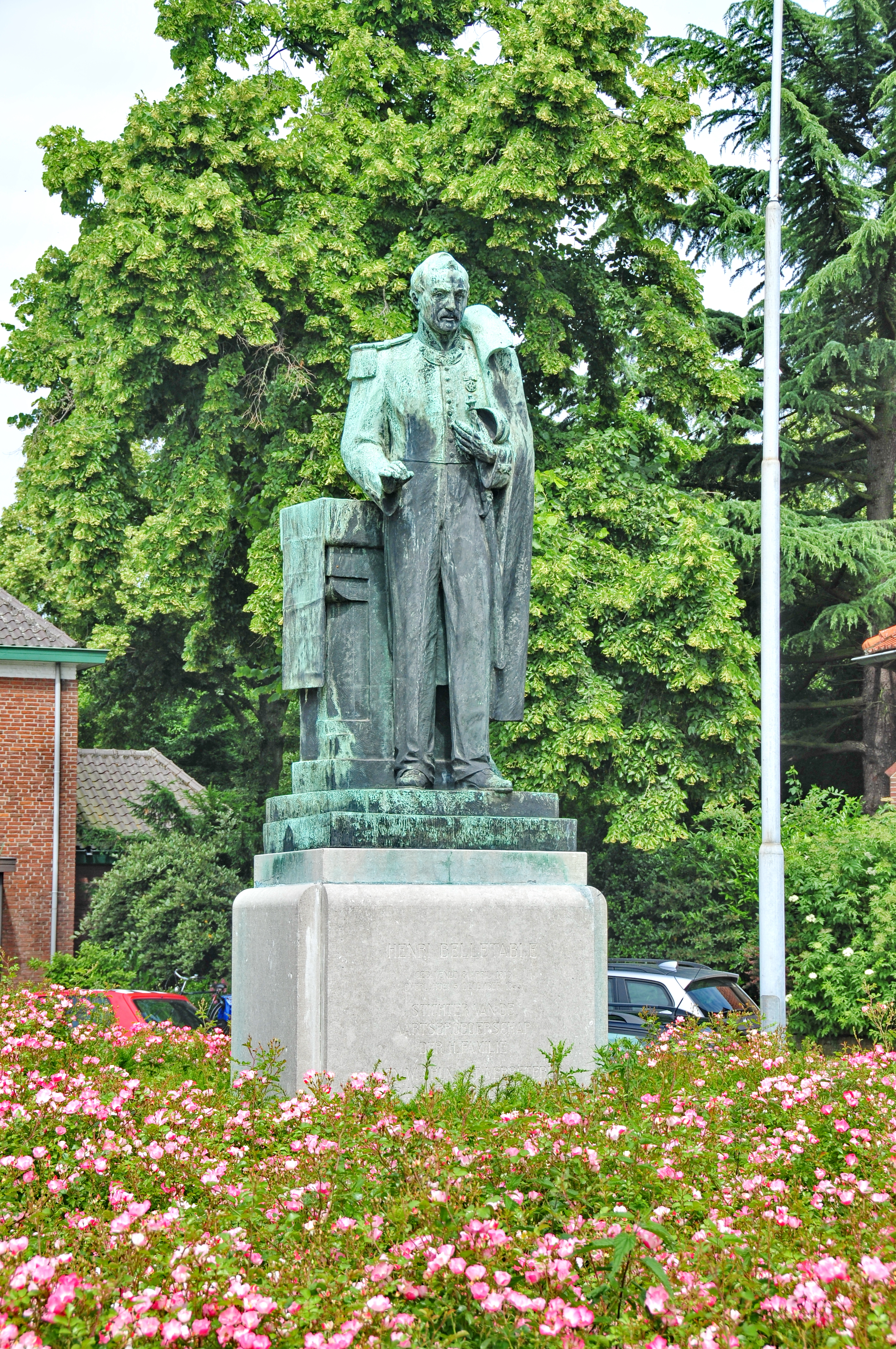
Henri Belletable
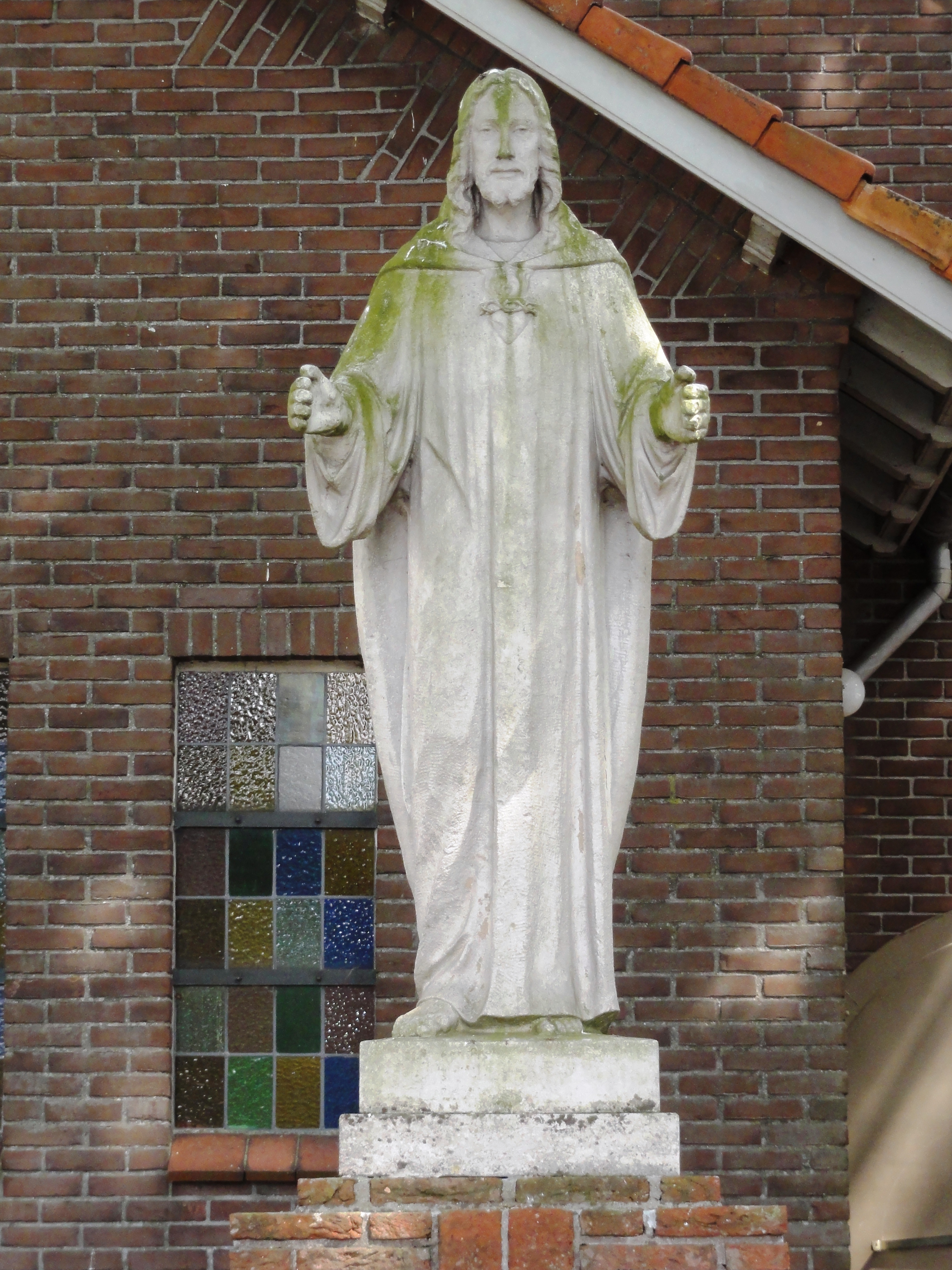
Heilig Hartbeeld (Venhorst)